# Bus Turístico de Montevideo
El Bus Turístico de Montevideo  es un ómnibus urbano turístico uruguayo de salida diaria en Montevideo. Fue creado el 13 de diciembre de 2012.

## Creación
Comenzó a operar en diciembre de 2012 bajo la operación de la empresa COIT, mediante tres unidades de chasis Mercedes-Benz OH-1618L-SB y carrocería Metalsur Starbus 2 Cabriolet de origen argentino. Las mismas eran descapotables, de dos pisos y con accesibilidad universal, decorados con imágenes del Estadio Centenario y otros sitios de Montevideo. En su último tiempo fue decorado con imágenes de los escritores uruguayos Idea Vilariño y Mario Benedetti, esquema que finalmente fue reemplazada por su color verde característico.

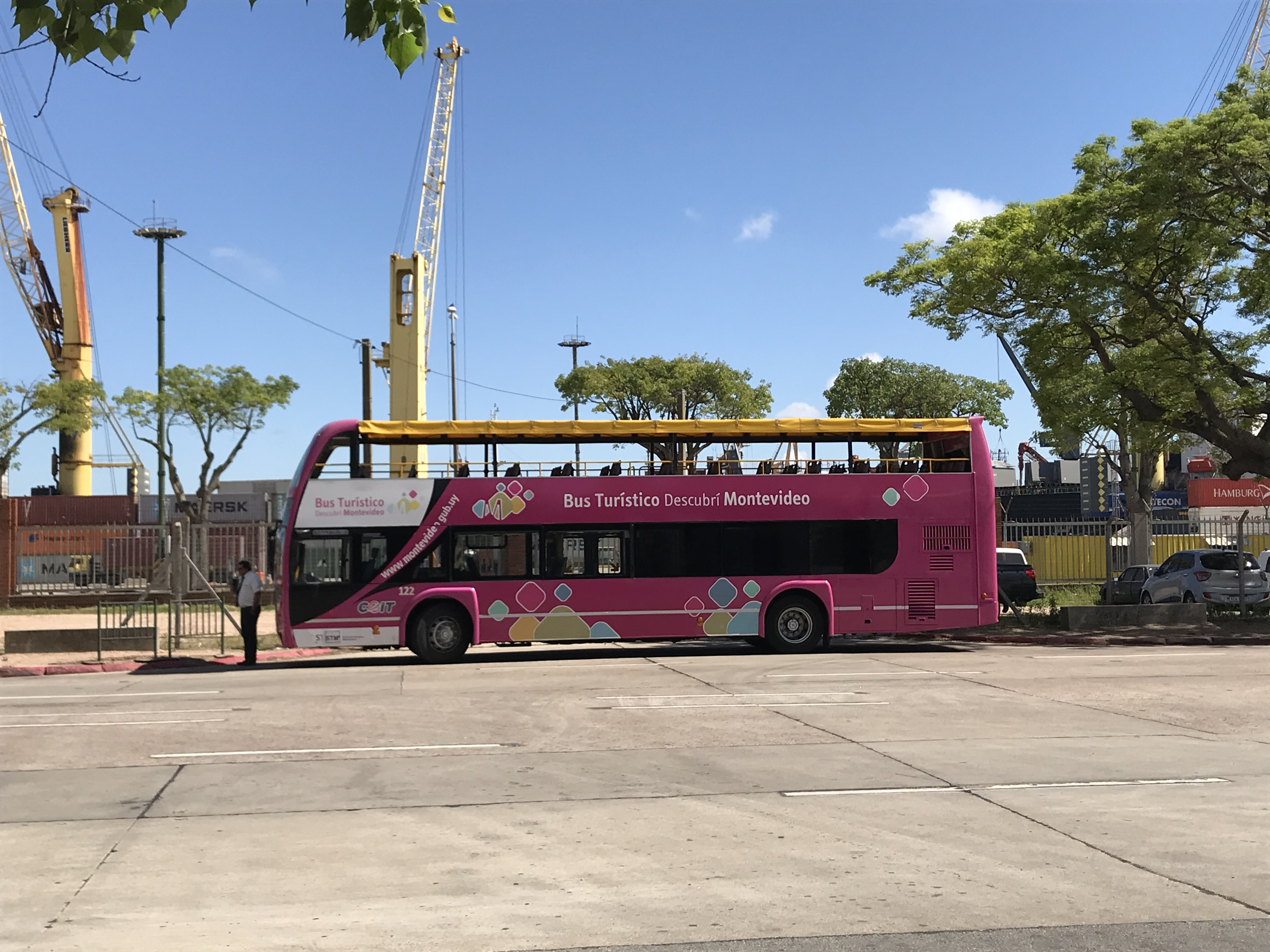
Bus Turístico de Montevideo en 2019.

Desde sus inicios tenía como punto de partida la Ciudad Vieja de Montevideo y su recorrido con una frecuencia aproximada de una hora desde las nueve de la mañana a las cinco de la tarde. Contaba con diez paradas en distintos puntos de interés turístico.
En septiembre de 2021 comenzó a ofrecer tres nuevos circuitos; Cerro de Montevideo, el Prado y la Rambla de Montevideo; en esta última se realizó además un recorrido nocturno.
En 2023 comenzó a plantearse desde la Intendencia de Montevideo la necesidad de renovar las unidades así como  su recorrido, sumando también un llamado a interesados para su operación. Resultando la compañía CUTCSA ganadora de dicha concesión.y como contrapartida, este servicio debió incorporar seis unidades eléctricas 0 kilómetro. Dichas unidades son del fabricante HIGER, las cuales fueron presentadas en la explanada del edificio sede de la comuna departamental.

## Características
Cuenta con guías de audio con música regional y descripción de las locaciones en idioma español, portugués e inglés.
Su recorrido transita por edificios y sitios de interés turístico de la ciudad, históricos, patrimoniales o gastronómicos tales como el Palacio Legislativo, el Mercado Agrícola, el Prado, el Estadio Centenario y el Mercado del Puerto. 
En febrero de 2024 se anunció el lanzamiento del nuevo bus turístico, el cual agregó nuevos destinos y amplió sus servicios al incluirse el pueblo de Santiago Vázquez y parte de Melilla.

## Circuitos
El servicio cuenta con dos recorridos, identificados como BT1 y BT2; en los cuales se puede descender y ascender cuantas veces se desee en modalidad hop on - hop off dentro de las 24 horas. Actualmente se encuentran en servicio dos de los cuatro recorridos programados.
| - Mercado Agrícola de Montevideo - Palacio Legislativo - Parque del Prado - Shopping Tres Cruces - Estadio Centenario - Museo del Fútbol - Parque Rodó - Plaza Independencia - Palacio Municipal - Biblioteca Nacional | - Parque Rodó - Faro de Punta Carretas - Playa Pocitos - Playa Malvín - Hotel Carrasco |

## Galería

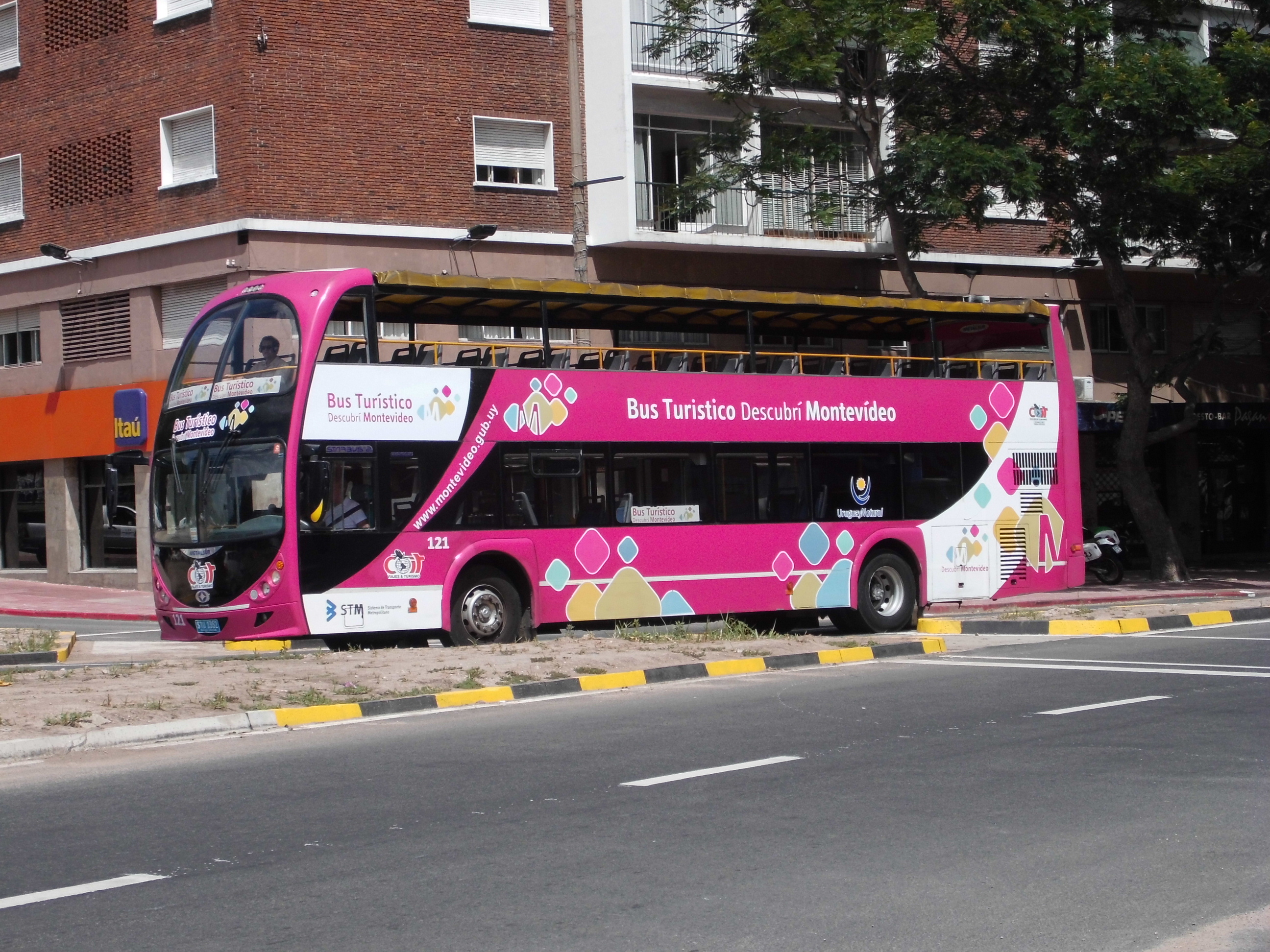
Antiguo modelo en 2016
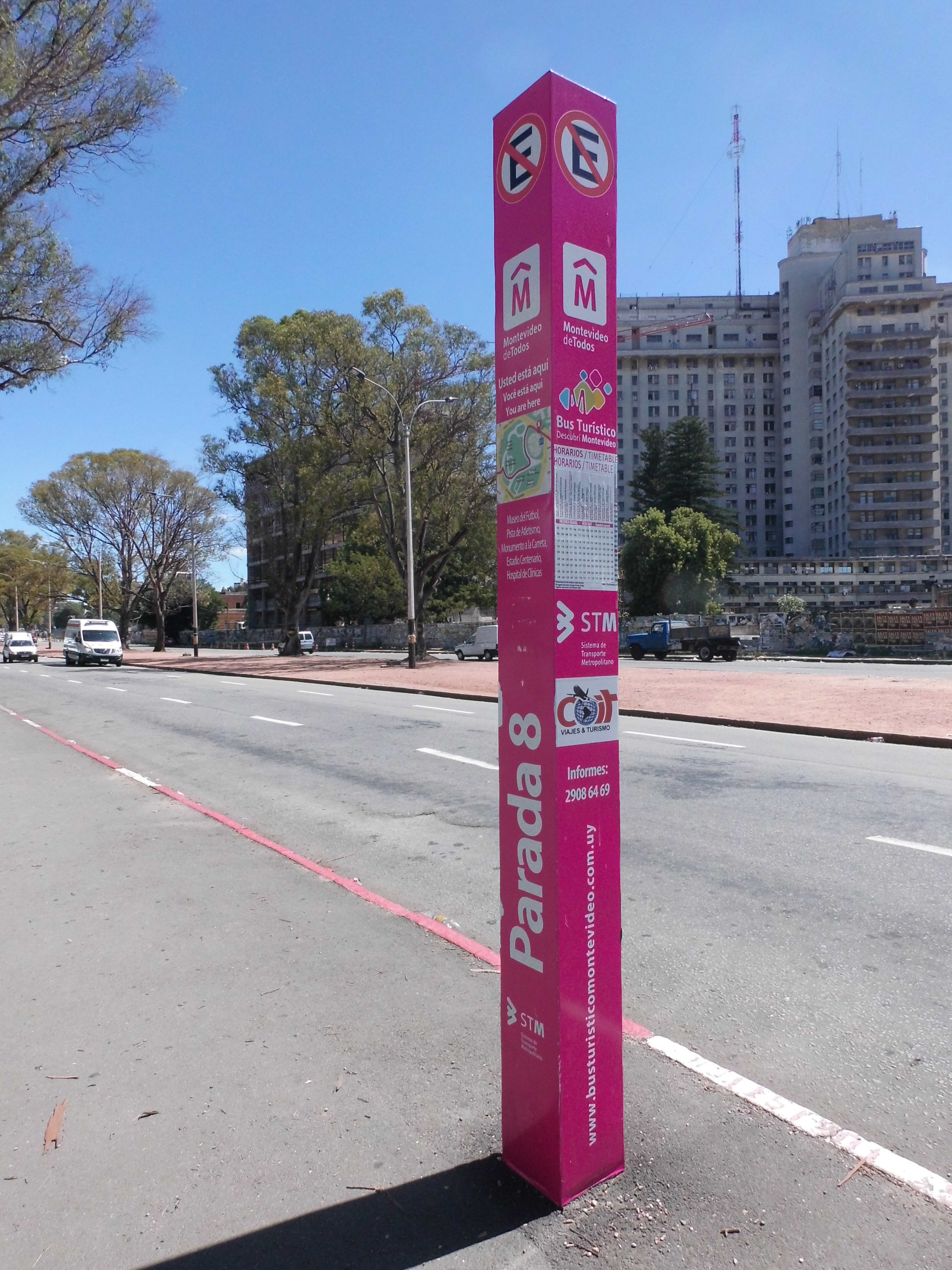
Antigua parada del Bus turístico en el Parque Batlle.
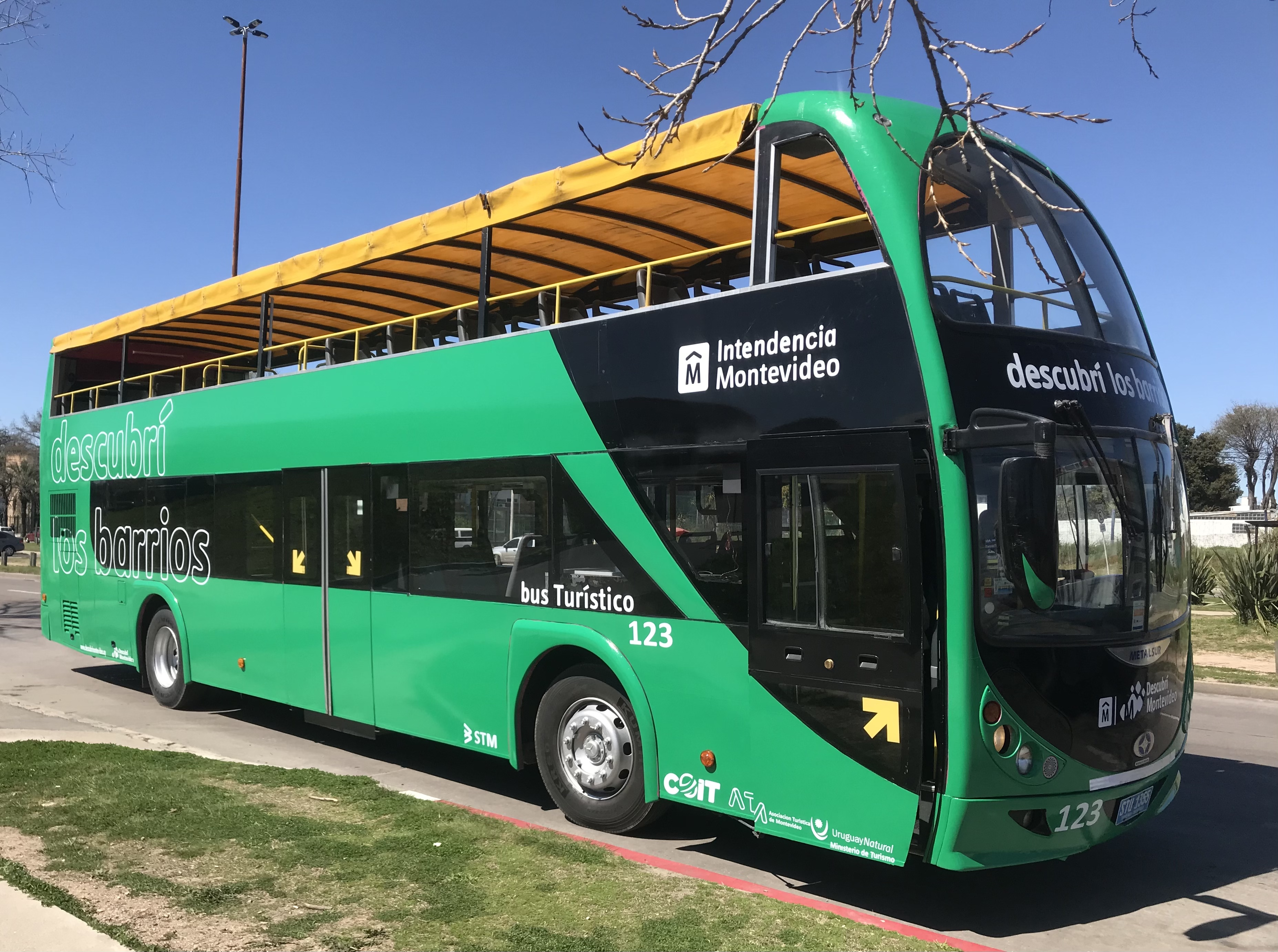
Antiguo modelo en 2021.
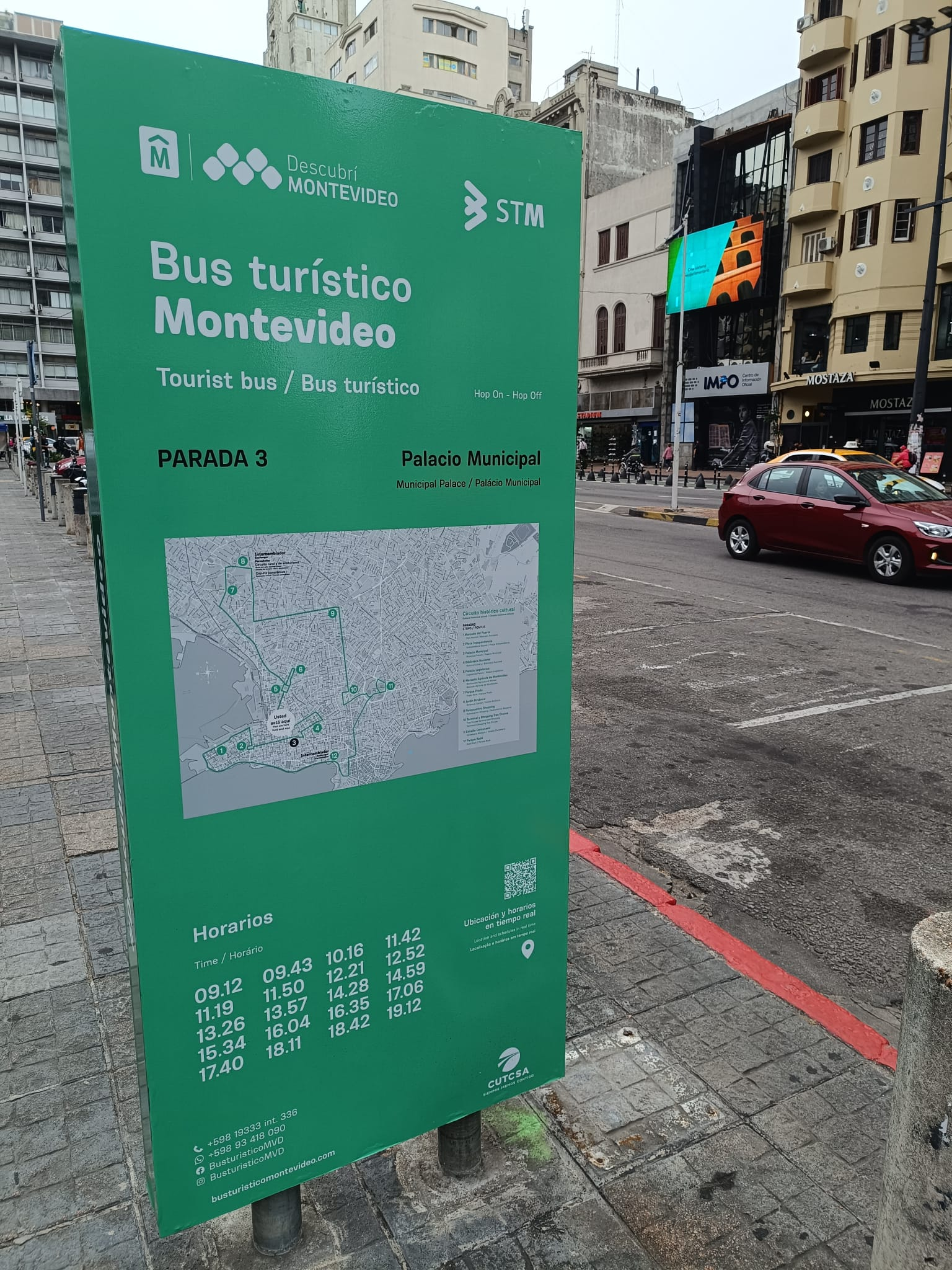
Parada del Bus turístico en el Palacio Municipal de Montevideo.
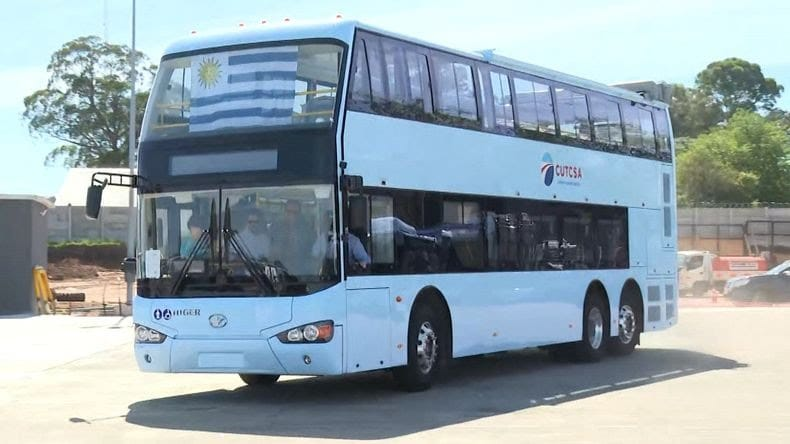
Nuevo modelo eléctrico de Cutcsa
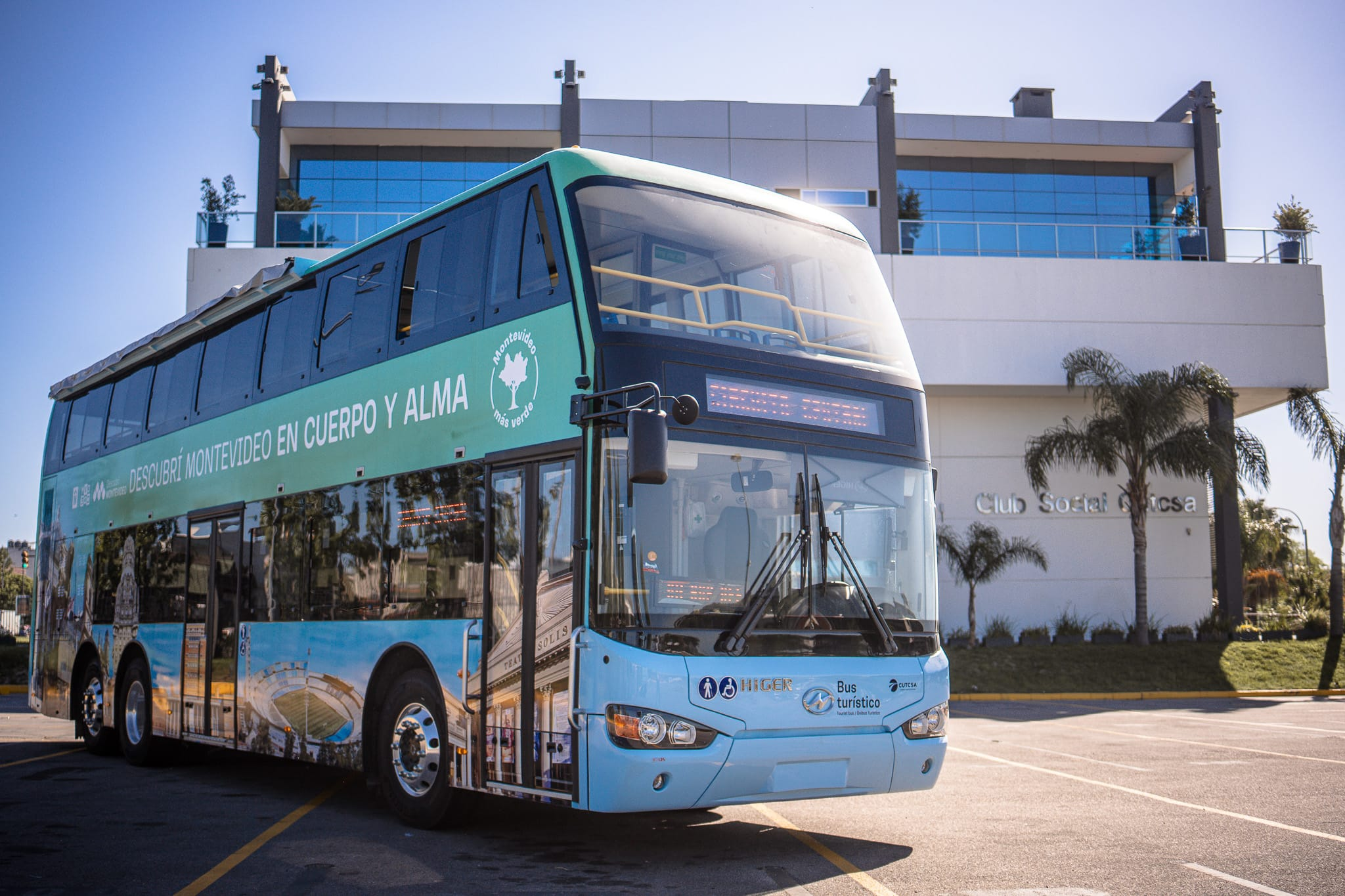
Modelo eléctrico en 2024